# 矢島勉
矢島 勉（やじま つとむ、1949年4月7日 - ）は、日本の実業家。JFEスチール代表取締役副社長や、JFE商事代表取締役社長、日本貿易会常任理事などを務めた。

## 人物・経歴
群馬県出身。1973年北海道大学法学部卒業、川崎製鉄（現JFEスチール）入社。電機グループ長、鋼管営業部長、理事営業総括部長等を経て、2004年JFE商事取締役常務執行役員。2010年JFEスチール代表取締役副社長。2012年JFE商事代表取締役副社長。
2013年からJFE商事代表取締役社長(CEO)を務め、2015年にはメキシコで同国最大の鋼管メーカー・プロラムサ等との間で合弁会社設立の合意を行った。2016年JFE商事相談役。2017年兼松取締役。2018年JFE商事顧問、JFEスチール社友。日本貿易会常任理事や、日本鉄鋼連盟監事も務めた。